# Данаил Митев
Данаил Маринов Митев е български футболист, нападател.

## Биография
Роден е на 11 януари 1984 г. в Стара Загора. Висок е 182 см и тежи 75 кг.
На 10 години започва да играе в Берое (в A група има 144 мача и 20 гола, Б група има 26 мача и 2 гола). Играл е за ФК Аарау Швейцария (в контрола). Има 4 мача за младежкия национален отбор. В настоящия момент е футболист на Моста в малтийската Висша лига.

## Статистика по сезони
- Берое 2001/2002 А група 5 мача-1 гол
- Берое 2002/2003 Б група 14 мача-1 гол
- Берое 2003/2004 Б група 11 мача-1 гол
- Берое 2004/2005 А група 21 мача-0 гола
- Берое 2005/2006 А група 24 мача-7 гола
- Берое 2006/2007 А група 24 мача-2 гола
- Берое 2007/2008 А група ес. 14 мача-4 гола
- Локомотив Сф 2007/2008 А група пр. 10 мача-1 гол
- Локомотив Сф 2008/2009 А група 26 мача-3 гола
- Локомотив Сф 2009/2010 А група 20 мача-2 гола
- Бней Сахнин 2010/2011 7 мача 0 гола
- ФК Слима Уондърърс 2011/2012 25 мача 10 гола
- Моста 2012/2013 24 мача 10 гола